# Prontuario farmaceutico nazionale
Il prontuario farmaceutico nazionale (PFN) è documento pubblicato in Italia, la competenza alla sua formazione e revisione è l'Agenzia italiana del farmaco.
Pubblicato in formato cartaceo a partire dal 2003, oggi è disponibile esclusivamente in formato elettronico.

Costituisce uno strumento per gli operatori del settore al fine di favorire una prescrizione e una dispensazione informata del farmaco, e reca tutte le informazioni essenziali sulle specialità medicinali che potevano essere prescritte a carico del Servizio Sanitario Nazionale (SSN).